# Влајко Ћулафић
Влајко Ћулафић (Горње Луге, 18. јануар 1957 — Беране, 5. мај 2016) био је српски интелектуалац, књижевник, новинар и књижевни критичар из Црне Горе.

## Биографија
Завршио је Беранску гимназију и дипломирао на Филолошком факултету Универзитета у Београду, одсјек Општа књижевност и теорија књижевности. Бавио се новинарским, књижевним, уредничким, приређивачким и научним радом. Био је главни и одговорни уредник „Свевиђа“, часописа Епархије будимљанско-никшићке., као и уредник поезије у часопису „Времекази“ - Андријевица. Године 2010. изабран је за предсједника Црквене општине Беране. Сарађивао је у многим угледним српским образницима за вјеру, културу, историју и језик: „Светигора“, „Слово“, „Новине Српске“, „Јеж“, „Токови“, „Слобода“, „Нова Зора“, "Стремљења", "Стварање" и многим другим, а био је и редовни учесник културне манифестације „Дани Његошеви“, која се традиционално одржава у Никшићу. Оснивач Информативног центра Беране, у склопу којег је био и ЈП „Радио Беране“ из Берана, чији је дугогодишњи директор. Пјесме су му превођене на неколико страних језика. Учествовао је на више научних скупова, претежно у области историографије. Био је члан Удружења књижевника и Удружења новинара Црне Горе.
Умро је у Беранама, 5. маја 2016. године. Смрт га је затекла на мјесту запосленог у Центру за културу Беране, у оквиру којег је обављао дужност управника "Завичајне куће Војводе Гавра Вуковића". Сахрањен је у Беранама на Ђурђевдан, 6. маја 2016. године. На вјечни починак испратило га је неколико хиљада људи. Опијело над одром Влајка Ћулафића служио је Њ. Пр. Еп. будимљанско-никшићки г. Јоаникије (Мићовић), са бројним свештенством.

## Награде
- Награда Вуко Безаревић, за најбољу сатиричну причу 2007. године у Црној Гори.
- Награда Бошко Пушоњић, за најбољу репортажу у 2007. години, коју додјељује Удружење новинара Црне Горе.
- Грамата СПЦ, за допринос градњи цркве "Св. оца Николаја" у Лушцу, код Берана, чији су ктитори господа Вучић и Вера Поповић.
- Награда Радован Зоговић, за цјелокупно животно стваралачко поетско дјело, коју додјељује издавачка кућа „Комови"
- Орден Светог Георгија I степена, са златном медаљом, за допринос светој и богомчуваној Епархији будимљанско-никшићкој СПЦ. Орден додјељује Епископ будимљанско-никшићки г. Јоаникије и представља највише признање ове древне епархије СПЦ
- 21. јул, највише признање које додјељује Општина Беране, за значајан и трајан допринос граду.
- Видовданска повеља, за најбољу књигу објављену у 2015. години (збирка пјесама "Кад свијетом промијеним"), коју додјељује Удружење књижевника Црне Горе у оквиру културне трибине "Ријеч".
- Плакета Матице српске - Друштва чланова у Црној Гори, за очување ћириличног писма, која је, постхумно, додијељена у оквиру културне манифестације "Моја ћирилица", 2019. године.

## Дјела
Аутор је преко 200 научних и књижевних радова, рецензија, приказа и књижевно теоријских чланака, а бавио се и писањем драмских текстова и приређивањем дјела других угледних наших мислилаца, различитих интелектуално-концепцијских опредјељења. Објавио је сљедеће књиге:
- Проклетије (збирка пјесама) (Ободско слово, Подгорица 1995);
- О, Јове, реци (поема) (2000)
- Зечји трн (афоризми) (Комови, Андријевица 2000);
- Узглавница (збирка пјесама) (Публикум, Подгорица 2002);
- Пилотина (афоризми) (Публикум, Подгорица 2002);
- Доба без јеванђеља (поема) (Комови, Андријевица 2004);
- Доба без јеванђеља (одабране пјесме), (Партенон, Београд 2005);
- Утва златокрила (сонетни вијенац) (Партенон, Београд 2007);
- Небеска тапија (поема) (Партенон, Београд 2008);
- Жертвино умиљеније (збирка пјесама) (УКЦГ, Подгорица 2010);
- Карадагија (сатирична проза) (УКЦГ, Подгорица 2010);
- Ви чините оно што знате, но не знате што чините, коауторски (Књижевна задруга Српског националног вијећа, Подгорица 2011);
- Небеска тапија, 2. издање, (поема) (Штампар Макарије, Београд 2014);
- Кад свијетом промијеним, Књижевна задруга Српског националног вијећа, Подгорица 2015);
- Дјела у пет књига, (књига прва Жертвино умиљеније, књига друга Небеска тапија, књига трећа Кад свијетом промијеним, књига четврта Карадагија, књига пета Изнуђене ријечи), изабрана дјела Влајка Ћулафића (изабрао и приредио Дамјан Ћулафић), Породица Влајка Ћулафића - Вучић и Вера Поповић, Беране 2019);
- Јесам ли жив, Боже, (збирка пјесама) (Матица српска, Подгорица 2020);

Приредио је изабране пјесме Ратка Делетића „Студ и крик“ 2009. године, а осим тога је и аутор "Споменице Стефана Немање", коју је 2014. године приредио о 900. годишњици рођења Светог Симеона Мироточивог, као и коаутор (са сином Дамјаном) "Споменице Манастира Ђурђеви Ступови", 2013. године, која је приређена о 800. годишњици немањићке светиње - Ђурђеви Ступови код Берана. Обје књиге објављене су са благословом Њ.Пр. Епископа будимљанско-никшићког г. Јоаникија (Мићовића).
Главни је организатор Светосавских академија и академија Светом Симеону Мироточивом у Беранама, и традиционалне пјесничке манифестације „Видовданско пјесничко бденије“, које се одржава у манастиру Ђурђеви Ступови, престоном храму Епархије Будимљанско-никшићке.